# Septemvri
Septemvrijtsi (bulgariska: Септемврийци, Септември) är en ort i Bulgarien.   Den ligger i kommunen Obsjtina Septemvri och regionen Pazardzjik, i den centrala delen av landet, 80 km sydost om huvudstaden Sofia. Septemvrijtsi ligger 252 meter över havet och antalet invånare är 8 745.
Terrängen runt Septemvrijtsi är varierad. Närmaste större samhälle är Pazardzjik, 19,3 km öster om Septemvrijtsi.
Trakten runt Septemvrijtsi består till största delen av jordbruksmark. Runt Septemvrijtsi är det ganska tätbefolkat, med 100 invånare per kvadratkilometer.